# Młynówka (Wrocław)
Młynówka – ramię boczne rzeki Widawa przebiegające w północnej części Wrocławia, na osiedlu Świniary, dawna dzielnica Psie Pole. Ramię to w całości znajduje się w granicach miasta. Oddziela się od głównego nurtu rzeki na jego lewym brzegu i opływa od południa i zachodu bezimienną wyspę, by ponownie połączyć się z głównym korytem rzeki. Długość Młynówki wynosi 2,5 km. Jest drugim obok Starej Widawy istniejącym obecnie ramieniem rzeki, która niegdyś była rzeką wielokorytową. W rejonie Młynówki występują także, częściowo zachowane, a częściowo osuszone, krótkie zatoki, ramiona i małe cieki, połączone z korytem Młynówki. Przepływ wody tego cieku wykorzystywano niegdyś do napędzania znajdującego się tu młyna (Agnes Mühle, obecnie zachowane budynki dawnego młyna położone są przy ulicy Zarzecze, poprz. An der Mühle).
Przy Młynówce znajduje się zabytkowy pałacyk, który niegdyś leżał na wysepce otoczonej wodami tego ramienia (Pałac Stolbergów, Weidenhof, Erholungsheim Weidenhof, obecnie przy ulicy Zajączkowskiej). Znajdował się tu także folwark. Wokół pałacu nad Młynówką rozciąga się niewielki park przypałacowy (Weidenhoferpark). Na Młynówce w ramach założeń parkowych utworzono staw zasilany wodami tego cieku. Obszar wyspy między Młynówką w Widawą współcześnie w znacznej części wykorzystywany był przez gospodarstwo rolne, przed końcem lat 80 XX wieku był to PGR Świniary. Część terenu wyspy jest zalesiona. Przy parku na tej wyspie znajdował się także Akademicki Klub Jeździecki.
Przez Młynówkę, w ciągu drogi prowadzącej od ulicy Zalipie, a także przez niewielkie, zachowane ramię Młynówki położone na południe od niej, przerzucona jest przeprawa – most drogowy.